# Anthidium venustum
Anthidium venustum är en biart som beskrevs av Morawitz 1878. Anthidium venustum ingår i släktet ullbin, och familjen buksamlarbin. Inga underarter finns listade i Catalogue of Life.